# Raffaele Contigiani

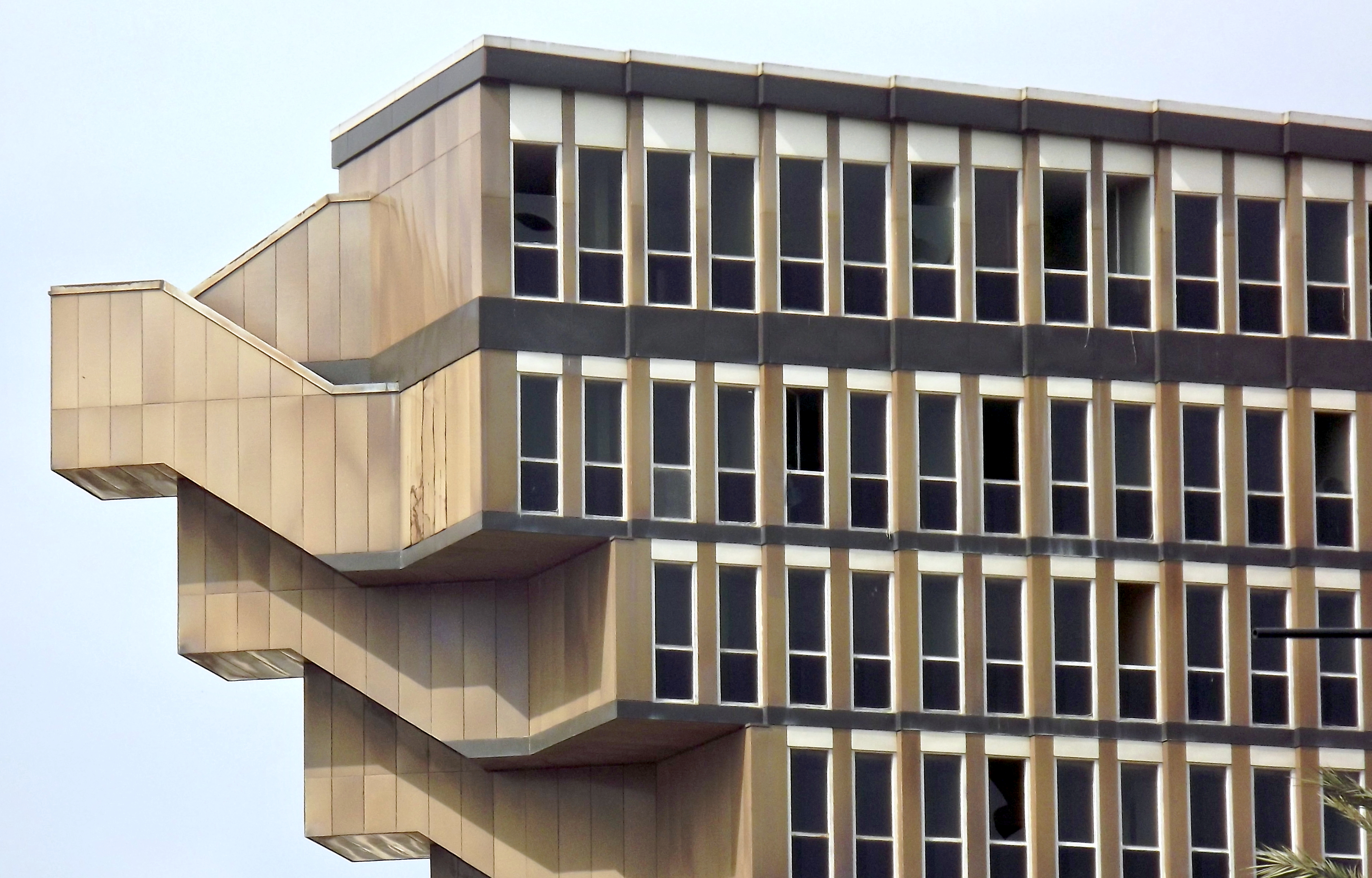
Hôtel du Lac, Tunisi, dettaglio

Raffaele Contigiani (Torino, 1920 – Matelica, 11 ottobre 2008) è stato un architetto e pittore italiano. Architetto dal 1947, progettò i padiglioni per la Camera di Commercio Italiana negli anni 1950 e 1960. Fu consulente per la RAI negli anni 1960, ma è noto soprattutto per avere progettato l'Hôtel du Lac di Tunisi (1970–1973), opera brutalista.

## Biografia
Contigiani nacque a Torino nel 1920. Prestò servizio militare durante la Seconda guerra mondiale e fu prigioniero di guerra in Germania.
Contigiani si laureò alla facoltà di architettura della Sapienza nel 1947. Progettò edifici in Italia, Europa orientale e Nordafrica. Fra questi vi furono i padiglioni per la Camera di Commericio Italiana in Libia e in Tunisia negli anni 1950s e altri tre padiglioni della Fiera di Zagabria nella seconda metà degli anni 1950 e nella prima metà degli anni 1960.
Fu consulente per la RAI e con Mario De Renzi e Renato Avolio de Martino progettò l'Auditorium Rai di Napoli, che fu costruito fra il 1958 e il 1963.
La sua opera più celebre l'Hôtel du Lac di Tunisi (1970–1973), esempio di architettura brutalista e considerato il simbolo della modernizzazione della Tunisia negli anni 1970. La sua peculiare forma a piramide rovesciata fu di ispirazione per il veicolo rompisabbia dei film di Star Wars, di cui una parte fu girata in Tunisia. Il regista e scenografista britannico Roger Christian ha tuttavia dichiarato che il rompisabbia fu disegnato da Ralph McQuarrie prima che il regista George Lucas visitasse la Tunisia. L'albergo è abbandonato dal 1994 ed è stato minacciato da progetti di demolizione, che sono stati scongiurati dall'intervento del Ministero del turismo tunisino.
Contigiani ha anche dipinto scene di prigionia dai campi in Germania e ha pubblicato antologie dei suoi dipinti.
Contigiani è morto nel 2008.

## Antologie pittoriche
- Ecologia e Urbanistica, Roma, Edizioni Mediterranee, 1978.
- Invito Alla Bici, Roma, Edizioni Mediterranee, 1981.